# Ophiletidae
De Ophiletidae zijn een familie van uitgestorven weekdieren uit de klasse van de Gastropoda (slakken).